# Kłączyński

Kłączyński

Kłączyński (Klonczynski, Klosinski, Kloschinski, Menzyk-Klonczinski, Mężyk-Kłaczyński) – kaszubski herb szlachecki.

## Opis herbu
Opis z wykorzystaniem zasad blazonowania, zaproponowanych przez Alfreda Znamierowskiego:
W polu lew wspięty. Barwy nieznane. Klejnot: nad hełmem bez korony pół lwa wspiętego z ogonem. Labry nieznanej barwy.

## Najwcześniejsze wzmianki
Herb znany wyłącznie z Nowego Siebmachera.

## Rodzina Kłączyńskich
Rodzina wywodząca się z Kłączna. W roku 1362 przywilej na tę wieś uzyskał niejaki Klancke. Wieś ta była jednak wymieniana jako nieszlachecka, chociaż we wzmiance z 1596 pojawiają się dwaj zagrodnicy, którzy uważali się za „wolnych” (Hans Pieck i Thomas Klonnike). Odtąd, przez około dwieście lat, nazwisko Kłączyński jest związane z wsią. Panków kaszubskich, w tym wolnych zagrodników z Kłączna, zrównano w prawach z resztą szlachty w Rzeczypospolitej (zapis z 12 marca 1637). Odtąd rodzinę uważano za bardzo drobną szlachtę (de facto wykreowaną przez Rzeczpospolitą, wcześniejsza władza uważała ich za stan niższy od panków). Kłączyńscy używali m.in. przydomka Pik (nazwisko jednego z dwóch „wolnych” w 1596). Po przejęciu regionu przez Brandenburgię, przynależność panków z Kłączyna do szlachty nadal była podawana w wątpliwość. Właściwe nazwisko Kłączyński pojawia się w XVIII wieku. Kłączyńscy nosili także nazwisko Sikorski.

## Herbowni
Kłączyński (Kladzynski, Klanczynski, Klądzynski, Klonczynski, Klonschinski, Klonziske, Kloschinski, Kloscinsky, Klosczinski, Klosczynski, Klosinski, Klossinski, Kłanczynski, Kłączynski, Kłonczynski, Kłonczyński, Kłosinski) z przydomkiem Mężyk oraz, być może, z przydomkiem Pik.
Brychtowie-Kłączyńscy powinni używać herbu Brychta. Mężykom przypisywano też inny herb, Sikorski III.